# أغبالو (تنزرت)
أغبالو هو دُوَّار يقع بجماعة تينزرت، إقليم تارودانت، جهة سوس ماسة في المملكة المغربية. ينتمي الدوّار لمشيخة تنزرت التي تضم 20 دواوير. يقدر عدد سكانه بـ 439 نسمة حسب الإحصاء الرسمي للسكان والسكنى لسنة 2004.

## روابط خارجية
- البوابة الوطنية للجماعات الترابية
- المندوبية السامية للتخطيط